# Narodnaja
De Narodnaja (Russisch: Народная), Gora Narodnaja (Russisch: Гора Народная; "volksberg") of Naroda is de hoogste berg van de Oeral. De berg met een hoogte van 1.894 m is onderdeel van de Issledovatelskirug ("Onderzoeksrug") in de Subarctische Oeral op de grens tussen de autonome republiek Komi en het autonome district Chanto-Mansië. De piek bevindt zich aan de zijde van Chanto-Mansië.
De berg bestaat uit kwartsieten en metamorfe leisteen uit het Proterozoïcum en Cambrium. Op de berg liggen enkele gletsjers. In de valleien aan de voet van de berg treffen we enkele lichte lariks- en berkenbossen. De lagere hellingen van de berg zijn bedekt met boreale bossen, die hogerop vrij snel overgaan in bergtoendra.
Ten zuiden van de Narodnaja ligt de rivier de Naroda en ten noordwesten ervan het Goloebojemeer. Ten zuiden ligt de verlaten plaats Chobejoe en ten westen de verlaten plaats Severnaja Naroda ("Noord-Naroda").
Vroeger werd niet de Narodnaja, maar de Manaraga (1.820 meter) beschouwd als hoogste berg. In 1927 werd echter een expeditie onder leiding van geoloog A. N. Alesjkov naar het gebied ondernomen, die de hoogte van de Narodnaja vaststelde.